# Sigela
Sigela là một chi bướm đêm thuộc họ Erebidae.

## Các loài
- Sigela basipunctaria Walker, 1861
- Sigela brauneata (Swett, 1913) (trước đây gọi là Quandara brauneata)
- Sigela eoides Barnes & McDunnough, 1913 (misspelling Sigela coides)
- Sigela holopolia Dyar, 1914
- Sigela leucozona Hampson, 1910
- Sigela mathetes Dyar, 1914
- Sigela ormensis Schaus, 1914
- Sigela penumbrata Hulst, 1896
- Sigela sodis Dyar, 1914